# Distrito Escolar Independiente United

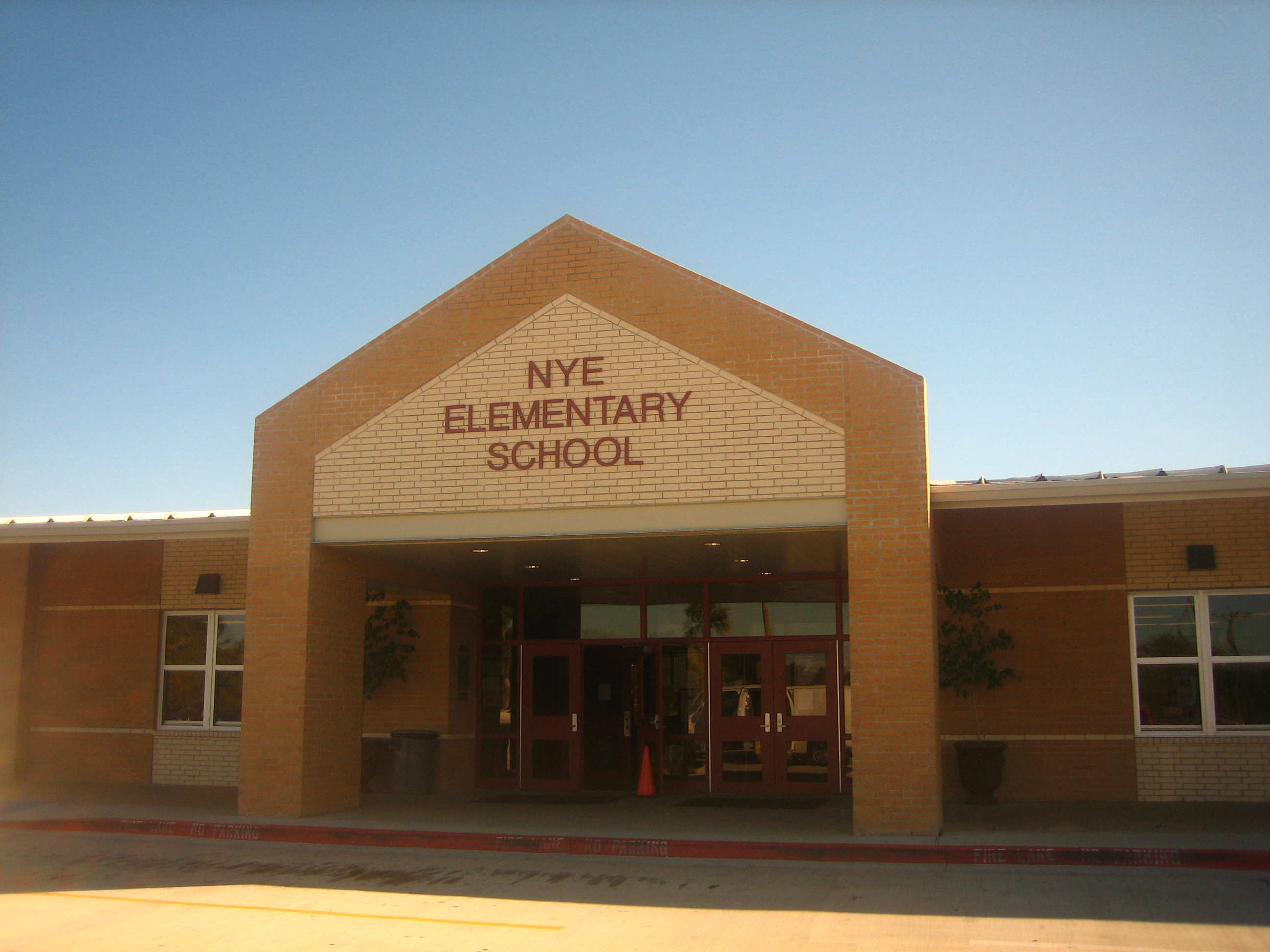
Escuela Primaria Nye

Distrito Escolar Independiente United (United Independent School District) es un distrito escolar en Texas. Tiene su sede en Laredo. UISD gestiona 41 escuelas, incluyendo 4 escuelas preparatorias. United ISD tiene un código de vestuario estándar para todos los estudiantes. El área del distrito tiene partes de Laredo, El Cenizo, y Rio Bravo.

## Vestido estandarizado
</>
Los estudiantes de prejardín de infantes a octavo grado deben seguir el código de vestimenta estandarizado proporcionado por el distrito; El código de vestimenta comenzó durante el año escolar 2006-2007. A partir del año escolar 2007-2008, los estudiantes de secundaria también deberán seguir los mismos procedimientos estandarizados de código de vestimenta aprobados por la Junta de Síndicos.
La Agencia de Educación de Texas especificó que los padres y / o tutores de los estudiantes de una escuela con uniformes pueden solicitar una exención para optar por la política de uniformes para que sus hijos no tengan que usar el uniforme; los padres deben especificar razones "de buena fe", como razones religiosas u objeciones filosóficas.